# Бирче
Бирче (укр. Бірче) — село в Великолюбенской поселковой общине Львовского района Львовской области Украины.
Население по переписи 2001 года составляло 273 человека. Занимает площадь 0,675 км². Почтовый индекс — 81556. Телефонный код — 3231.